# Anton Schmeddinghoff
Anton Schmeddinghoff (* 27. November 1869 in Warendorf; † 30. August 1942 in Bocholt) war ein deutscher katholischer Theologe und Priester, Gymnasiallehrer, Heimatforscher, Stadthistoriker und Autor.

## Leben
Anton Schmeddinghoff schloss seine Schulausbildung 1891 mit dem Abitur am Königlichen Gymnasium Warendorf ab. Anschließend studierte er bis zum Herbst 1897 Katholische Theologie und Philosophie an der Königlichen Theologischen und Philosophischen Akademie in Münster. Am 30. März 1895 wurde er in Münster zum Priester geweiht. Danach war er zuerst Studienpräfekt am Collegium Ludgerianum in Münster. 1897 wurde er als Vikar an der St. Martini-Kirche in Münster eingeführt. Nach seinem Staatsexamen im Januar 1898 absolvierte er sein Referendariat am Gymnasium Paulinum in Münster. 1900 wurde er Lehrer am bischöflichen Gymnasium Gaesdonck, 1905 Oberlehrer am städtischen Gymnasium Rheine. Am 1. Oktober 1910 kam er als Oberlehrer für Deutsch, Religion, Latein und Hebräisch an das Bocholter St.-Georg-Gymnasium. Hier wurde er am 17. Dezember zum Gymnasialprofessor ernannt. Am 1. April 1932 trat er in den Ruhestand.
Neben seiner beruflichen Tätigkeit widmete er seine Zeit der Erforschung der Heimatgeschichte, die er in Vorträgen und Aufsätzen in der Zeitschrift Westmünsterland und dem Jahrbuch Heimatkalender der Kreise Borken und Bocholt  weiten Kreisen der Bevölkerung zugänglich machte. 1922 veröffentlichte er eine Abhandlung über das Werden und Wachsen der Stadt Bocholt bis zum Jahre 1600. Wilhelm Rave, der Landeskonservator von Westfalen, übertrug ihm die geschichtliche Einleitung zu dem Band 40 (Stadtkreis Bocholt) der Publikationsserie Bau- und Kunstdenkmäler von Westfalen. Viele Jahre engagierte er sich als Vorstandsmitglied im Verein für Heimatpflege. Zuletzt arbeitete er an einem Gesamtwerk über die Bocholter Geschichte, als er am 30. August 1942 im Alter von 72 Jahren verstarb.
Die Stadt Bocholt ehrte ihn am 10. Oktober 1961 durch die nach ihm benannte Schmeddinghoffstraße. Schmeddinghoffs schriftlicher Nachlass befindet sich im Stadtarchiv Bocholt. Ein lange unbeachtet gebliebener künstlerischer Nachlass Schmeddinghoffs, bestehend aus Kunstmappen mit von ihm gezeichneten Porträts und Landschaften, wurde 2018/2019 von der Stadt Warendorf erworben.

## Schriften (Auswahl)
- Die Siegel der Stadt Bocholt. in: Westmünsterland, 5 (1918), S. 97–102.
- Ein bisher unbekanntes Bild von dem „Meister des Marienlebens“ in Bocholt. In: Zeitschrift für christliche Kunst. 33. Jahrgang (1920), Heft 1/2, S. 26–30 (Digitalisat).
- Werden und Wachsen der Stadt Bocholt bis zum Jahre 1600. In: Westmünsterland, 9 (1922), S. 126–216.
- Zur Baugeschichte der Stadt Bocholt. In: Westmünsterland, 9 (1922), S. 264–308.
- Aus Werden und Wachsen der Stadt Bocholt. In: Münsterland, 9. Jahrgang (1922), S. 65 f.
- Zur Baugeschichte der Stadt Bocholt. In: Münsterland, 9. Jahrgang (1922), Sonderheft Bocholt, S. 163 f.
- mit Johannes Körner und Nikolaus Rodenkirchen: Stadt Bocholt (= Bau- und Kunstdenkmäler von Westfalen, Band 40). H. Stenderhoff, Münster 1931 (darin: Anton Schmeddinghoff: Geschichte der Stadt Bocholt. S. 13–15).
- Wiederherstellung des Rathauses in Bocholt. In: Westfalen, 19. Jahrgang (1934), S. 348–352.
- Die ältesten Herren von Rhede. In: Westfälische Zeitschrift, Band 90 (1934), S. 112–154.
- Kreis Borken und Stadt Bocholt (= Kunstführer des Westfälischen Heimatbundes, Band 8). Landeshaus Westfälischer Heimatbund, Münster 1936.
- Beiträge zur Geschichte der Familie von Pasqualini. In: Westfälische Zeitschrift, Band 93 (1937), S. 1–38 (PDF).
- Der Rosenberg. In: Unser Bocholt, 15 (1964), S. 2–4.
- Lebendige Vergangenheit. Beiträge zur Geschichte der Stadt Bocholt. Drei-Linden-Verlag, Grabenstätt 1982.